# جين أوركهارت
ولدت جين أوركهارت في 21 يونيو عام 1949 في جيرالدتون، بلدة تعدين صغيرة تقع في شمال أونتاريو، وهي ابنة مهندس التعدين وولتر أندرو كارتر، وماريان كوين. نشأت كوين في مزرعة مع عائلة كبيرة تضم ستة أخوة، وأختًا واحدة. بعد زواجها من وولتر، انتقل الزوجان إلى بلدة ليتل لونغلاك من أجل عمله، وأنجبا هناك ثلاثة أطفال، أصغرهم كانت أوركهارت، وهي ابنتهم الوحيدة. ترك ميراث العائلة أثرًا دائمًا على كتابات أوركهارت. هاجر أجداد والدتها الإيرلنديون إلى كندا في منتصف القرن التاسع عشر خلال مجاعة البطاطس الإيرلندية، كما شهد والداها الحربين العالميتين الأولى والثانية، ولذلك، كانت طفولة أركهارت مليئة بقصص أيرلندا والاستقرار في كندا. تقول أركهارت: «النساء هن من يمررن القصص عبر الأجيال في أي عائلة. قليلًا ما كان أحد الرجال يحكي قصة، وعندما يفعل ذلك، فإنه يكون حدثًا مثيرًا جدًا، وغالبًا ما يكون مرتبطًا بالحرب. لكن النساء كن يثرثرن باستمرار. لقد كنت دائمًا مؤمنة جدًا بأن الثرثرة ليست شيئًا شريرًا. أراها تحقيقًا للطبيعة البشرية». 

## التعليم
ارتادت أوركهارت مدرسة جون روس روبرتسون العامة حتى نهاية الصف السابع، ثم انتقلت إلى كلية هافرجال، وهي مدرسة خاصة للإناث من الصف الثامن إلى الثاني عشر. بعد ذلك، التحقت بكلية إعدادية في كولومبيا البريطانية لفصل دراسي واحد، ثم ارتادت جامعة غويلف. في إحدى المقابلات، ذكرت أركهارت أن جزءًا يسيرًا من تعليمها في مرحلة الطفولة كان قد تطرق إلى التاريخ الكندي أو الأدب الكندي. «كنا جماعة من المهاجرين عندما كنت في...المدرسة، وهكذا بقي الماضي الذي عرفته بشكل محسوس. كان موجودًا في الزرائب والأسوار، وبيوت أونتاريو الزراعية القوطية، ومواقد الحطب القديمة». نتيجة لذلك، ابتكرت أوركهارت جاذبية للمناظر الواردة في مجموعات أعمالها. بعد فصلها الدراسي في الكلية الإعدادية، ذهبت أوركهارت إلى جامعة غويلف وحصلت على شهادة البكالوريوس في الأدب الإنجليزي عام 1971. في عام 1973، عادت إلى نفس الجامعة لدراسة تاريخ الفن، وحصلت على شهادة البكالوريوس الثانية عام 1976. 

## زواجها وعائلتها
في عام 1968، تزوجت أوركهارت من بول كيلي الذي كان طالبًا في كلية أونتاريو للفنون، ولاحقًا في جامعة كلية نوفا سكوتيا للفنون والتصميم. عملت أوركهارت كمساعدة لضابط المعلومات بالبحرية الكندية الملكية، بينما كان كيلي ما يزال في الجامعة. توفي كيلي في حادث سيارة عام 1973 عندما كانت أوركهارت في الرابعة والعشرين من عمرها فقط. دفع موت كيلي أوركهارت للعودة إلى الدراسة: «أردت دراسة تاريخ الفن تكريمًا لذكراه، وأن أكون قريبة من الأصدقاء الذين حظينا بهم عند إقامتنا في غويلف وحولها». تركت تجربة الفقدان في مثل هذه السن الصغيرة أثرًا على كتابات أوركهارت، خاصة في روايتها الدوامة (بالإنجليزية: The Whirlpool)، إذ كانت بطلة الرواية أرملة شابة على نحو مماثل. «أعتقد أن حقيقة وفاة بول، عندما كنا نحن الاثنين صغيرين جدًا، منحتني الفرصة كي أتذكر كيف كان شعور اختبار خسارة مدمرة في وقت مبكر من الحياة، كما فعلت شخصياتي في هذا الكتاب». 

في عام 1976، تزوجت أوركهات من الفنان الكندي توني أوركهارت. في ذلك الوقت، كان لدى توني أربعة أطفال من زواج سابق، لذا كانت السنوات الأولى للزوجين معًا زاخرة بالأطفال والحياة العائلية.  قالت جين أوركهارت عن تلك الفترة: «لقد كانت رائعةً.. كنا جميعًا في نفس العمر.. لم يكن لدي أي خبرة مع الأطفال، ولا في تهذيبهم، ما يعني أنني لا أعرف كيف أفعل ذلك». كنت الأصغر في عائلتي. لذا فإن دوري بالنسبة لهم لم يكن محددًا بشكل واضح أبدًا، ونتيجة لذلك، كنا قادرين على إيجاد علاقة صداقة فيما بيننا. ساهم بقاؤها في البيت، خصوصًا عندما ولدت ابنتها اميلي عام 1977 في كتابتها، وسمحت لنفسها بتخصيص وقت للكتابة كل يوم. 